# بیضا
بیضا، شهری در بخش مرکزی شهرستان بیضا در استان فارس ایران است. این شهر، مرکز شهرستان بیضا است. شهر بیضا در فاصله ۳۰ کیلومتری شمال غربی از کلانشهر شیراز است.

## پیشینه نام
نام بیضا از اثر باستانی تل بیضا در روستای تل بیضا (به فارسی یعنی سپید) گرفته شده است. علت این نام وجود دژی بود که به دست پاپک با سنگ مرمر ساخته شده بود برگرفته شده است. درسال‌های اخیر آثار تاریخی بسیاری در شهر تاریخ نسایک کشف گردیده است.
بنای روستای تل بیضا را به گشتاسب، پسر لهراسب کیانی، نسبت می‌دهند. در زمان ساسانیان هنگامی که اردشیر هفت ساله شد، پدرش، بابک، او را با خود به نسا (انشان) نزد جوزهرشاه (یا جُزِهر/گوزِهْر) برد.

## جغرافیا

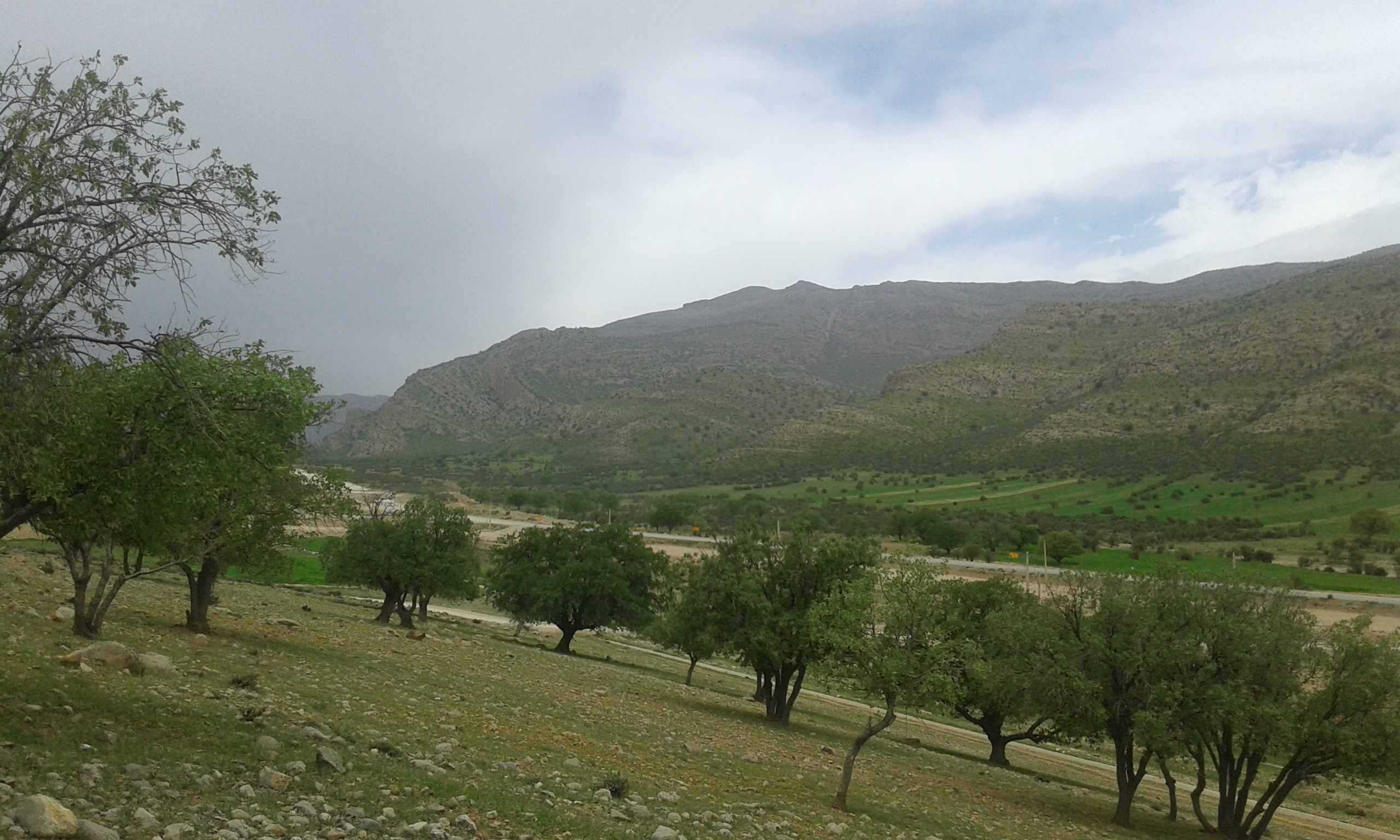
جنگل‌های بلوط بیضا

شهرستان بیضا، در شمال غربی استان فارس در منطقه سردسیر، در دشتی چمن زار واقع شده و مشتمل است بر دهستان‌های بیضا، بانش و کوشک هزار، از شمال به بخش کامفیروز در مرودشت، از مشرق به شهرستان مرودشت، از جنوب به کلانشهر شیراز و از مغرب به بخش مرکزی شهرستان سپیدان محدود است.

### آب و هوا
بیضا در منطقه سردسیر و کوهستانی استان فارس قرار دارد که توسط رشته کوهای زاگرس احاطه شده است.

## مردم
جمعیت شهر بیضا بر پایه سر شماری سال ۱۳۵۹ مرکز آمار ایران برابر با ۷٬۲۵۲ تن است.
در بیضا مردم به زبان فارسی گویش بیضایی همچنین ترکی قشقایی و لری جنوبی صحبت می‌کنند. که گویش غالب گویش بیضایی است

## اقتصاد
بیضا منطقه‌ای سرسبز خوش آب و هوا است و کشاورزی و دامپروری پررونقی دارد. محصولات مهم آن گندم، جو، بُنشن، انگور، سیب و تره بار است. پرورش دام (گوسفند، گاو و شتر) و زنبور عسل در آن رایج است. گلیم بافی و قالی بافی از صنایع دستی آن به‌شمار می‌آید. قالی‌های آن با نقش‌های سالاری و محمدی صادر می‌شود.
در بیضا انگورهایی می‌رویید که هر دانه آن ده مثقال بود، و سیبهایی بود که دور هریک از آن دو وجب بود. بیضا همچنین مار و عقرب و سایر حیوانات موذی داشت.

## مراکز آموزش عالی

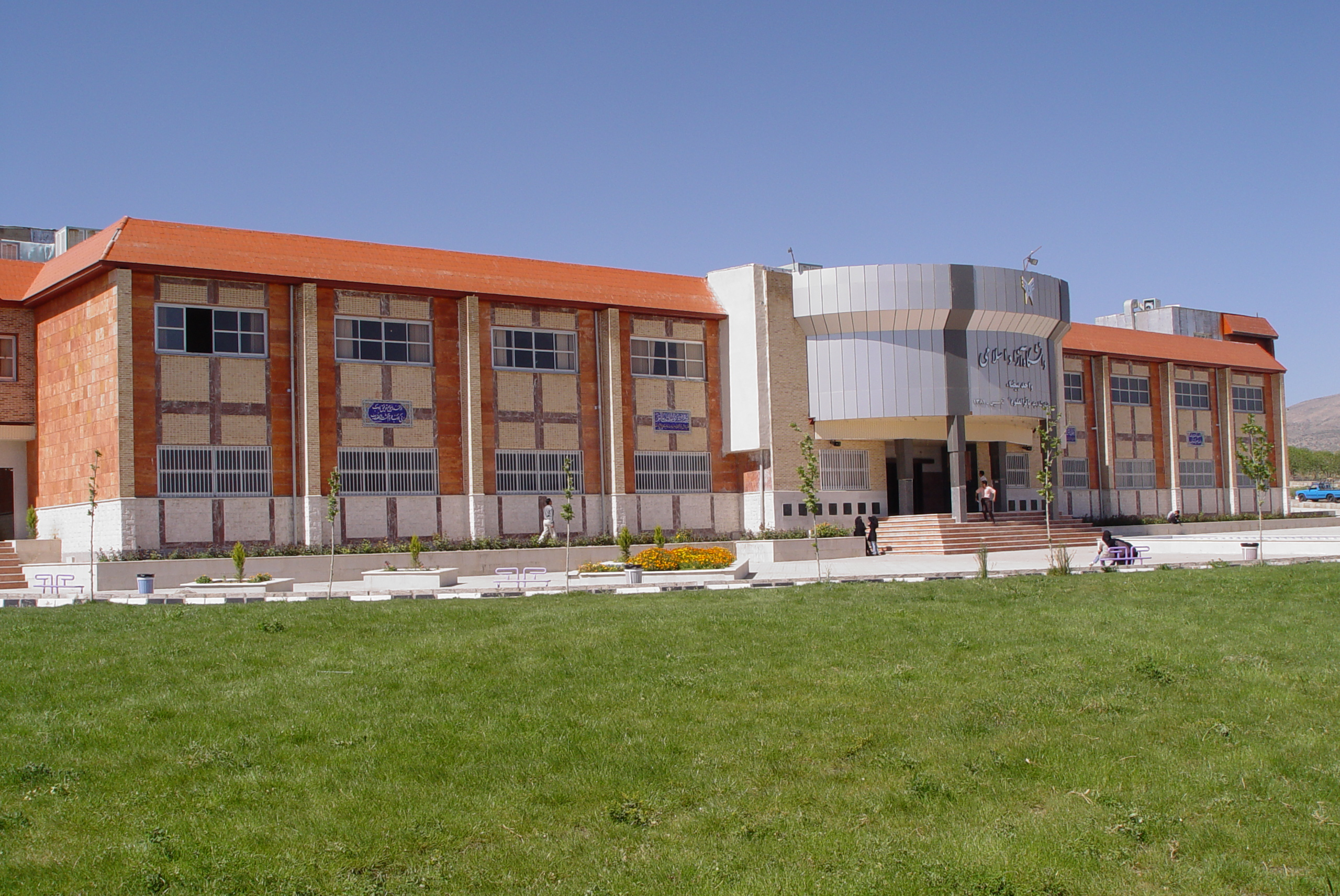
دانشگاه آزاد بیضا

دانشگاه آزاد و دانشگاه پیام نور از جمله مراکز آموزش عالی بیضا هستند.

## نام آوران
سیبویه: ابو بشرعمرو بن عثمان بن‌قنبر ملقب به سیبویه از جمله عالمان صرف و نحو زبان عربی در قرن دوم ه‍.ق در بیضای فارس تولد یافت.
در سن ۱۴ سالگی برای تحصیل علم رهسپار بصره شد. وی در اواخر عمر خویش به زادگاهش فارس بازگشت. سیبویه کتابی در علم نحو به نام «الکتاب» شامل اعراب و علم تصریف، تصنیف کرد و علامات فتحه، ضمه، کسره و تنوین‌ها را برای زبان عربی به وجود آورد.
این کتاب قریب به پانصد و هفتاد باب است و برای اثبات مطالب آن در حدود ۱۰۵۰ شاهد از قرآن و اشعار عرب آمده است. سیبویه در علم نحو همان مقامی را دارست که بوعلی سینا در فلسفه دارد.
بیشتر مورخین تاریخ وفات وی را ۱۸۰یا ۱۹۰ ه‍.ق گفته‌اند، اما محل فوتش را شیراز نوشته‌اند. پس از درگذشتش او را در محله سنگ سیاه شیراز به خاک سپردند.

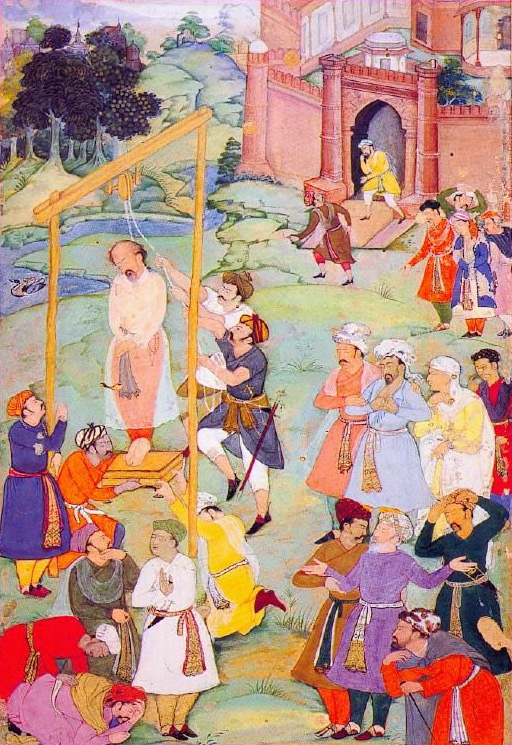
به درآویختن حلاج

حسین منصور حلاج: از معروفترین عرفای قرن سوم، نامش ابوعبداله الحسین بن منصور حلاج بود و کنیه او ابوالمغیث است. حلاج به سال ۲۳۴ ه‍.ق در قریه تور از توابع بیضای فارس متولد شد. تا سن ۱۲ سالگی قرآن را حفظ کرد.
نخستین استاد حلاج سهل تستری بود. پس از اینکه حلاج سهل تستری را ترک کرد، در سال ۲۶۲ به بغداد آمد و به حلقه یاران عمروبن عثمان مکی پیوست و گویند به دست وی خرقه تصوف پوشید. پس از آن به صحبت جنید بغدادی پیوست و لباس صوفیان پوشید و با عده‌ای از بزرگان صوفیه بغداد مانند ابوالحسین نوری و ابن عطا آدمی و شبلی آشنا شد.
به خاطر مسافرت‌های فراوان مریدان زیادی پیدا کرد، طوری‌که در سفر دوم خود به مکه ۴۰۰ شاگرد او را همراهی می‌کردند و در سفر به هندوستان بر اثر مواعظ وی عده‌ای به دین اسلام گرویدند. بعد از بازگشت از سومین سفر حج، عده‌ای از علما سخنان وی را کفر دانسته، او را تکفیر کردند. بالاخره فقیهان و سیاست‌مداران بر آن شدند تا فتوای قتل او را به دست آورند و آن فتوا را قاضی بزرگ بغداد ابن داوود اصفهانی صادر کرد.
بر این اساس او را به جرم کفر و الحاد و «اناالحق» گویی‌اش زندانی نموده و سرانجام نزدیک نوروز سال ۲۹۸ ه‍.ق برابر با ۹۲۲ میلادی او را تازیانه زدند و به دار آویختند، آن‌گاه دست و پا و سرش را بریدند و پیکره‌اش را سوزاندند و خاکسترش را به دجله ریختند.
۵۰ اثر هم‌چون طاسین‌الازل و الجواهر الاکبر والشجره الزیتونه النوریه از جمله آثار حلاج است.

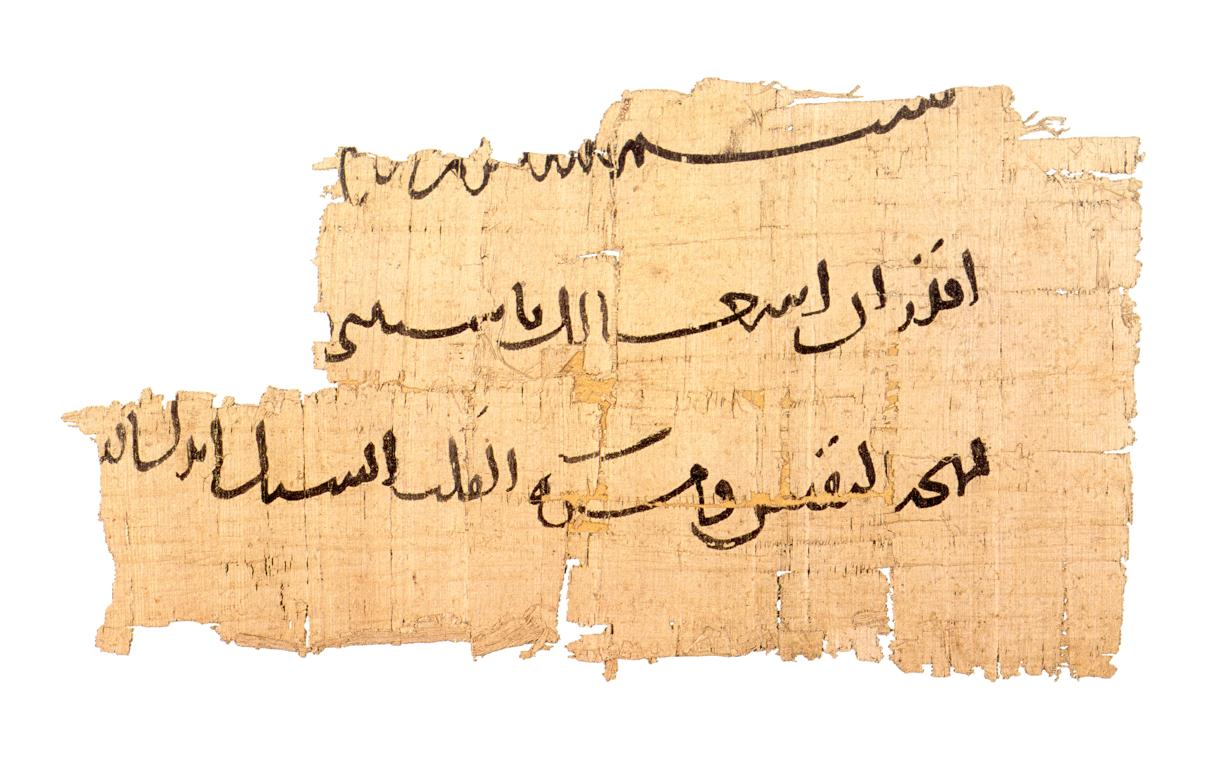
نمونه‌ای خط ابن مقله

ابن مقله بیضائی: ابن مقله بیضائی از خوشنویسان، شاعران و دانشمندان به نام قرن چهارم‌هجری است. وی در هنر خوشنویسی به ابداع خطوط جدید از خط کوفی پرداخت و شش خط اختراع کرد، ثلث، توقیع، محقق، نسخ، ریحانی، رداع.
در ابتدا به کار دیوانی پرداخت و پس از آن چندین بار از جانب امیر خلیفه‌المقتدربالله و القادربالله به مقام وزارت رسید و از آن مقام خلع شد. وی با برادرش، محمد، نزد پدر خود که از مردم بیضای فارس بود به فراگیری خط کوفی پرداخت. برخی منابع اختراع خط نسخ را به او نسبت داده‌اند. از آثار وی قرآنی به خط کوفی، باقی است. به دستور القادر بالله دست راست وی را قطع نمودند، سرانجام نیز او را به قتل رسانیدند.
بابا رکن الدین شیرازی: مسعودبن عبدالله بیضاوی عالم و عارف بزرگ قرن هشتم هجری که از اصلش از بیضای فارس بود. تاریخ وفات وی بر اساس سنگ نوشتهٔ آرامگاهش۷۶۹هجری قمری حک شده است. وی در طریقت به سلسه سهروردیه انتساب داشت. در مذهب بابا رکن الدین اختلاف است برخی او راشیعه و برخی او را اهل تسنن شمرده‌اند. اما سنگ نوشته‌ها حاکی از شیعه بودن او است چنان‌که از احترام و ارادت برخی از علمای بزرگ شیعه مانند شیخ بهایی و مجلسی اول و حاجی کلباسی به وی می‌توان او را شیعه دانست. مهم‌ترین آثار وی نصوص الخصوص فی شرح الفصوص و شرحی بر فصوص الحکم ابن عربی به چاپ رسیده است. آثار مزبور نشان می‌دهد بابا رکن الدین نخستین دانشمند وعارفی است که در گورستان تخت فولاد دفن شده است.
قاضی بیضاوی: ناصرالدین عبدالله بیضاوی از قضات ودانشمندان قرن هفتم هجری است. قاضی بیضاوی در بیضا متولد شد و در شیراز به تحصیل علوم پرداخت. وی قبل از رفتن به تبریز مدتی در عهد اتابکان فارس در فارس مقام قاضی‌القضاتی داشت. بعداً به تبریز رفت و تا پایان عمر در آن شهر به تألیف و تدریس و امر قضاوت مشغول بود. بیضاوی معاصر با خواجه نصیرالدین طوسی و قطب‌الدین شیرازی و مصاحب و دوست آنان بود. در مورد سال وفات قاضی اختلاف هست. احتمالاً فوت او مابین سال‌های ۶۸۲ تا ۶۹۲ هجری قمری بوده است. کتاب انوار التنزیل و اسرار التاویل یا تفسیر بیضاوی مهم‌ترین تألیف اوست.
ابن سالبه بیضاوی: از شاگردان ابواسحاق کازرونی بود و خرقهٔ تصوف از دست ابوالحسن سیروانی پوشید. او از مشایخ بزرگ صوفیه در فارس بود و در پارسایی نام دار بود. ابن سالبه معاصر ابوحیان توحیدی بود. از شیراز به هندوستان رفت و در آن کشور مدتی اقامت گزید و چون بازگشت گوشه‌گیری اختیار کرد. گویند بهاالدولهٔ دیلمی به خدمت او می‌رفت و از شیخ می‌خواست که وی را پند دهد. هجویری می‌گوید که شیخ در تصوف افصح اللسان و در توحید اوضح البیان بود. ابوالفتح عبدالسلام پسر وی بود. در بیضا درگذشت و در تل بیضای فارس دفن شد. مزار وی اکنون زیارتگاه مردم بومی است.
ابوالمجد بیضاوی: یکی از پزشکان فارس در قرن پنجم هجری قمری بود. کتاب از او به نام مختصر در علم تشریح شامل یک مقدمه و دو کتاب در موزه بریتانیا موجود است.
ناصرالدین عبدالله بیضاوی: نام کامل وی (ناصرالدین أبو سعید أو أبو الخیر عبدالله بن أبی القاسم عمر بن محمد بن أبی الحسن علی البیضاوی الشیرازی الشافعی) از قضات و افاضل قرن هفتم هجری است. قاضی بیضاوی در بیضا متولد شد و در شیراز به تحصیل علوم پرداخت. وی قبل از رفتن به تبریز مدتی در عهد اتابکان فارس در فارس مقام قاضی‌القضاتی داشت. بعداً به تبریز رفت و تا پایان عمر در آن شهر به تألیف و تدریس و امر قضاوت مشغول بود. بیضاوی معاصر با خواجه نصیرالدین طوسی و قطب‌الدین شیرازی و مصاحب و دوست آنان بود. در مورد سال وفات قاضی اختلاف هست. احتمالاً فوت او مابین سال‌های ۶۸۲ تا ۶۹۲ هجری قمری بوده است. کتاب انوار التنزیل و اسرار التاویل یا تفسیر بیضاوی مهم‌ترین تألیف اوست. (بزرگان نامی پارس، جلد اول، ص ۲۹۷)
هادی چوپان: بدن‌ساز حرفه‌ای و عضو ثابت تیم ملی بدن‌سازی ایران بوده است. او در روستای لرنشین آبنو متولد شد. چوپان چندین دوره در مسابقات فدراسیون جهانی بدن‌سازی و تناسب‌اندام شرکت کرده و عناوین ملی و بین‌المللیِ مختلفی را کسب کرده است.
مسابقات مِسترالمپیای ۲۰۱۹ با شگفتی سازی بزرگ هادی چوپان و کسب عنوان سومی به همراه دریافت جایزه قهرمان مردم به پایان رسید. این موضوع اتفاقی تاریخی در بدن‌سازی ایران به‌شمار می‌رفت.

## جاذبه‌های گردشگری

### فهرست یادمان‌های ملی
| شناسه | توضیح                         | مکان                                                                              | تاریخ ثبت  | قدمت                                   | نگاره |
| ----- | ----------------------------- | --------------------------------------------------------------------------------- | ---------- | -------------------------------------- | ----- |
| ۱۰۴۶  | تپه باستانی ملیان             | روستای ملیان                                                                      | ۱۳۵۳/۱۲/۲۴ | ایلامی                                 |       |
| ۷۱۷۳  | تل حسین قاسمی                 | روستای قواله                                                                      | ۱۳۸۱/۱۱/۱۲ | پیش از تاریخ                           |       |
| ۷۱۷۴  | تل درازه                      | روستای هفت خوان                                                                   | ۱۳۸۱/۱۱/۱۲ | پیش از تاریخ                           |       |
| ۷۱۷۵  | تل بهمن                       | شرق روستای دشمن زیاری                                                             | ۱۳۸۱/۱۱/۱۲ | پیش از تاریخ                           |       |
| ۷۱۷۶  | تل ولی بیگلی                  | شمال روستای ریجان                                                                 | ۱۳۸۱/۱۱/۱۲ | پیش از تاریخ                           |       |
| ۷۱۷۷  | نقش‌برجسته تنگ تیر             | شمال روستای دشمن زیاری، دامنه کوه تنگ                                             | ۱۳۸۱/۱۱/۱۲ | تاریخی                                 |       |
| ۷۱۷۸  | تل محمد یکه رو                | جنوب روستای هفت خوان                                                              | ۱۳۸۱/۱۱/۱۲ | پیش از تاریخ                           |       |
| ۷۱۷۹  | تل شعبان                      | روستای ریجان                                                                      | ۱۳۸۱/۱۱/۱۲ | پیش از تاریخ ـ اسلامی                  |       |
| ۷۱۸۰  | تل آسیابی                     | روستای هفتخوان                                                                    | ۱۳۸۱/۱۱/۱۲ | هزاره ۴ و ۳ ق. م                       |       |
| ۷۱۸۱  | تپه بی‌بی شاه خاتون            | جنوب روستای دشمن زیاری                                                            | ۱۳۸۱/۱۱/۱۲ | اسلامی                                 |       |
| ۷۱۸۲  | تل خندق                       | نرسیده به روستای شهید آباد                                                        | ۱۳۸۱/۱۱/۱۲ | تاریخی                                 |       |
| ۷۱۸۳  | تل آخوندی                     | غرب روستای بانش                                                                   | ۱۳۸۱/۱۱/۱۲ | پیش از تاریخ                           |       |
| ۷۱۸۴  | تل بابا صادقی                 | شمال شرق روستای کوشک محمدآباد                                                     | ۱۳۸۱/۱۱/۱۲ | پیش از تاریخ                           |       |
| ۷۱۸۵  | تل چغا                        | شمال شرق روستای کوشک محمدآباد                                                     | ۱۳۸۱/۱۱/۱۲ | پیش از تاریخ                           |       |
| ۷۱۸۶  | تل حمامی                      | جنوب روستای بهمه‌ای                                                                | ۱۳۸۱/۱۱/۱۲ | پیش از تاریخ                           |       |
| ۱۵۹۹۸ | قبرستان شاه غیاث الدین        | ابتدای روستای تنگ خیاره                                                           | ۱۳۸۵/۰۵/۲۴ | قاجاریه                                |       |
| ۱۶۰۵۷ | تل مؤیدی                      | روستای دشمن زیاری                                                                 | ۱۳۸۵/۰۶/۲۰ | هزاره ۴ و ۳ ق‌م                         |       |
| ۱۶۰۶۷ | تل قره                        | روستای کوشک هزار، منطقه ملوسجان                                                   | ۱۳۸۵/۰۶/۲۰ | هزاره ۴و ۳ ق‌م                          |       |
| ۱۶۰۶۸ | تل تنگ تور                    | جنوب شرقی روستای تنگ تور                                                          | ۱۳۸۵/۰۶/۲۰ | قرن ۷ ه‍.ق                               |       |
| ۱۶۰۶۹ | محوطه آصف                     | روستای شیخ عبود                                                                   | ۱۳۸۵/۰۶/۲۰ | قرون میانه اسلامی                      |       |
| ۱۶۰۸۳ | تل کایدون                     | روستای دشمن زیاری                                                                 | ۱۳۸۵/۰۶/۲۰ | قرون ۶ و۷ ه‍.ق                           |       |
| ۱۶۰۸۴ | مجموعه تپه‌های شاه قطب الدین   | روستای تل بیضا، دو راهی ملیان، سمت چپ جاده                                        | ۱۳۸۵/۰۶/۲۰ | قرون ۶ و ۷ ه‍.ق                          |       |
| ۱۶۰۹۲ | آسیاب کل محمدعلی              | روستای پشت باغ                                                                    | ۱۳۸۵/۰۶/۲۰ | زندیه                                  |       |
| ۱۶۰۹۴ | تل حاجی‌آباد                   | به فاصله ۵۰ م از روستای حاجی‌آباد                                                  | ۱۳۸۵/۰۶/۲۰ | قرون میانه اسلامی                      |       |
| ۱۶۰۹۸ | تل عدسی                       | روستای هفت خوان                                                                   | ۱۳۸۵/۰۶/۲۰ | قرون ۶ و ۷ ه‍.ق                          |       |
| ۱۶۱۰۶ | قبرستان حاجی‌آباد              | داخل روستای حاجی‌آباد                                                              | ۱۳۸۵/۰۶/۲۰ | اوایل قاجاریه                          |       |
| ۱۶۱۲۹ | بقایای کاروان‌سرای آصف         | روستای شیخ عبود                                                                   | ۱۳۸۵/۰۶/۲۰ | صفویه                                  |       |
| ۱۶۱۳۰ | مجموعه قبور کوه پیر مراد      | روستای دشمن زیاری، بر روی ارتفاعات پیرمراد                                        | ۱۳۸۵/۰۶/۲۰ | ساسانیان                               |       |
| ۱۶۱۳۱ | داش غاره                      | روستای دشمن زیاری، ارتفاعات پیر مراد                                              | ۱۳۸۵/۰۶/۲۰ | تاریخی                                 |       |
| ۱۶۱۳۲ | غار حمدالله                   | دهشتان بانش، روستای دشمن زیاری، جنب مقبره پیر مراد                                | ۱۳۸۵/۰۶/۲۰ | تاریخی                                 |       |
| ۱۶۱۳۳ | تل سرخ (بیضا)                 | ۳ کیلومتری جنوب غربی روستای کمال‌آباد                                              | ۱۳۸۵/۰۶/۲۰ | هزاره ۴ ق‌م                             |       |
| ۱۶۱۳۹ | غار دره شولی                  | روستای دشمن زیاری، ارتفاعات پیر مراد                                              | ۱۳۸۵/۰۶/۲۰ | تاریخی                                 |       |
| ۱۶۱۴۱ | قبرستان امامزاده سید محمدکاظم | روستای دشمن زیاری                                                                 | ۱۳۸۵/۰۶/۲۰ | زندیه و قاجاریه                        |       |
| ۱۶۱۴۲ | محوطه کوه پیر                 | روستای دشمن زیاری، دامنه ارتفاعات کوه پیر                                         | ۱۳۸۵/۰۶/۲۰ | اواخر ساسانی ـ قرون اولیه اسلامی       |       |
| ۱۶۱۴۹ | قبرستان هرابال                | جاده آسفالته دهستان بیضا به روستای دشمن زیاری، نرسیده به هرابال، سمت چپ جاده اصلی | ۱۳۸۵/۰۶/۲۰ | قاجاریه                                |       |
| ۱۶۱۵۸ | قبرستان پشت باغ               | خروجی روستای پشت باغ                                                              | ۱۳۸۵/۰۶/۲۰ | قاجاریه                                |       |
| ۱۶۴۹۴ | تپه هرابال                    | ۵۰۰ م مانده به مرکز بخش بیضا (هرابال)، سمت چپ جاده                                | ۱۳۸۵/۰۸/۲۷ | قرن ۵ و ۶ ه‍.ق                           |       |
| ۱۷۲۲۶ | پناهگاه صخره‌ای پیر            | روستای دشمن زیاری، ارتفاعات موسوم به پیر مراد                                     | ۱۳۸۵/۱۱/۲۳ | پیش از تاریخ (احتمالاً نوسنگی) ـ ساسانی |       |
| ۱۷۲۳۱ | تل پهن (بیضا)                 | شمال روستای دشمن زیاری                                                            | ۱۳۸۵/۱۱/۲۳ | قرون میانه اسلامی                      |       |
| ۱۷۲۳۵ | تل گل گوهری                   | روستای هفت خوان                                                                   | ۱۳۸۵/۱۱/۲۳ | قرون میانه اسلامی                      |       |
| ۱۷۲۳۷ | آسیاب علی‌آباد                 | بطرف روستای سوه                                                                   | ۱۳۸۵/۱۱/۲۳ | صفویه                                  |       |
| ۱۷۲۳۸ | گورستان کایدون                | روستای دشمن زیاری                                                                 | ۱۳۸۵/۱۱/۲۳ | صفویه                                  |       |
| ۱۷۲۴۱ | گورستان هفت‌خوان               | روستای هفت خوان                                                                   | ۱۳۸۵/۱۱/۲۳ | قاجاریه                                |       |
| ۱۷۲۴۴ | تل فتح‌آباد                    | ابتدای جاده سوه، کیلومتری ۵ سمت چپ، ۲۰۰ م از جاده                                 | ۱۳۸۵/۱۱/۲۳ | قرون اولیه اسلامی                      |       |
| ۱۷۲۵۹ | آسیاب فتح‌آباد                 | ابتدای جاده سوه، کیلومتری ۵ سمت چپ به فاصله ۲۰۰ از جاده                           | ۱۳۸۵/۱۱/۲۳ | صفویه                                  |       |
| ۱۷۲۶۶ | تل قلعه بگی                   | روستای سوه                                                                        | ۱۳۸۵/۱۱/۲۳ | قرون متاخر اسلامی                      |       |
| ۲۰۹۲۸ | تل لکا                        | ۵۰۰ م شرق روستای بانش                                                             | ۱۳۸۶/۱۱/۳۰ | هزاره ۴ ق‌م                             |       |
| ۲۰۹۲۹ | تپه و گورستان خرمن            | روستای بوزنجان علیا                                                               | ۱۳۸۶/۱۱/۳۰ | قرون میانه و متاخر اسلامی              |       |
| ۲۰۹۳۰ | گورستان کوشک سقوان            | بین دو روستای کوشک محمدآباد و سقوان                                               | ۱۳۸۶/۱۱/۳۰ | قاجاریه ـ پهلوی                        |       |
| ۲۰۹۳۷ | تپه بسارجان                   | ۵۰۰ م شمال روستای بسارجان                                                         | ۱۳۸۶/۱۱/۳۰ | هخامنشی                                |       |
| ۲۰۹۳۸ | تل آسیاب بادی                 | روستای تخت سنگ، بر روی بستر طبیعی کوه                                             | ۱۳۸۶/۱۱/۳۰ | ساسانی                                 |       |
| ۲۰۹۴۲ | تل بیضا                       | روستای تل بیضا                                                                    | ۱۳۸۶/۱۱/۳۰ | قرون میانه و متاخر اسلامی              |       |
| ۲۰۹۵۵ | قبرستان امامزاده بی‌بی سلطان   | دو کیلومتری جنوب روستای کوشک هزار                                                 | ۱۳۸۶/۱۱/۳۰ | صفویه ـ قاجاریه                        |       |
| ۲۰۹۵۶ | تل قوام‌آباد                   | ۱۰۰ م شمال روستای خیرآباد                                                         | ۱۳۸۶/۱۱/۳۰ | قرون میانه اسلامی                      |       |
| ۲۰۹۵۸ | آسیاب قدیمی                   | بعد از روستای بوزنجان علیا                                                        | ۱۳۸۶/۱۱/۳۰ | قرون متاخر اسلامی                      |       |
| ۲۰۹۵۹ | محوطه تل قلعه                 | روستای بوزنجان علیا، مجاور مرغداری                                                | ۱۳۸۶/۱۱/۳۰ | ساسانی                                 |       |
| ۲۰۹۶۰ | غار قباله                     | شمال شرق روستای قباله                                                             | ۱۳۸۶/۱۱/۳۰ | نوسنگی                                 |       |
| ۲۰۹۶۲ | تل چنگیز خانی                 | یک کیلومتری شرق روستای برکه                                                       | ۱۳۸۶/۱۱/۳۰ | قرون اولیه اسلامی                      |       |
| ۲۰۹۶۴ | قلعه پوزه گزک                 | شمال روستای گزک، بر بلندی کوه                                                     | ۱۳۸۶/۱۱/۳۰ | ساسانی                                 |       |
| ۲۰۹۶۶ | معدن سنگ پوزه بانش            | ۱/۵ کیلومتری جنوب غربی روستای بانش                                                | ۱۳۸۶/۱۱/۳۰ | هخامنشی                                |       |
| ۲۰۹۶۷ | تپه عباسقلی خان               | یک کیلومتری شمال روستای بانش                                                      | ۱۳۸۶/۱۱/۳۰ | هزاره ۴ ق‌م                             |       |
| ۲۰۹۶۸ | گورستان امامزاده هفت تن       | ۴۰۰ م شرق روستای تل بیضا                                                          | ۱۳۸۶/۱۱/۳۰ | قاجاریه ـ اوایل پهلوی                  |       |
| ۲۰۹۶۹ | گورستان بانش                  | مرکز روستای بانش                                                                  | ۱۳۸۶/۱۱/۳۰ | قاجاریه ـ پهلوی                        |       |
| ۲۰۹۷۰ | غارهای دره سفید               | ۲/۵ کیلومتری شمال روستای بانش، دامنه کوه دره سفید                                 | ۱۳۸۶/۱۱/۳۰ | نوسنگی ـ ساسانی                        |       |
| ۲۰۹۷۱ | غار چیچکلو                    | ۷۰۰ م غرب روستای قوام آباد چیچکلو                                                 | ۱۳۸۶/۱۱/۳۰ | نوسنگی ـ ساسانی                        |       |
| ۲۳۳۶۵ | آسیاب آبی دو ایاس جان         | ۵۰۰ م غرب روستای ایاس جان                                                         | ۱۳۸۷/۰۶/۱۸ | قرون متاخر اسلامی                      |       |
| ۲۳۳۸۲ | تل گزک                        | حاشیه شمال شرق روستای گزک                                                         | ۱۳۸۷/۰۶/۱۸ | قرون میانه و متاخر اسلامی              |       |
| ۲۳۳۸۷ | گورستان قدیمی شهیدآباد        | یک کیلومتری جنوب غربی روستای شهید آباد                                            | ۱۳۸۷/۰۶/۱۸ | قرون متاخر اسلامی                      |       |
| ۲۳۴۰۱ | آسیاب قدیمی روستای شهیدآباد   | یک کیلومتری غرب روستای شهید آباد                                                  | ۱۳۸۷/۰۶/۱۸ | قرون متاخر اسلامی                      |       |
| ۲۳۴۰۲ | گورستان قدیمی عزآباد          | ۳۰۰ م شمال غرب روستای عزآباد                                                      | ۱۳۸۷/۰۶/۱۸ | قرون میانه و متاخر اسلامی              |       |
| ۲۳۴۱۴ | محوطه و گورستان ممو           | ۳۰۰ م شمال روستای مموبالا                                                         | ۱۳۸۷/۰۶/۱۸ | ساسانی                                 |       |
| ۲۳۴۱۵ | آسیاب آبی یک ایاس جان         | ۳۰۰ م جنوب غرب روستای ایاس جان                                                    | ۱۳۸۷/۰۶/۱۸ | قرون متاخر اسلامی                      |       |
| ۲۳۴۴۷ | محوطه آسیاب ممو               | ۲۰۰ م شمال غرب روستای مموبالا                                                     | ۱۳۸۷/۰۶/۱۸ | قرون اولیه اسلامی                      |       |
| ۲۳۴۴۸ | غار مال امیر                  | ارتفاعات شمالشرق، روستای قوام آباد، چیچلکو                                        | ۱۳۸۷/۰۶/۱۸ | نوسنگی با سفال                         |       |
| ۲۳۴۵۸ | گورستان قدیمی روستای ایاس جان | ۲۰۰ م جنوب غربی روستای ایاس جان                                                   | ۱۳۸۷/۰۶/۱۸ | قرون متاخر اسلامی                      |       |
| ۲۳۴۵۸ | سرقنات روستای ممو             | شمال روستای ممو                                                                   | ۱۴۰۳/۰۴/۱۰ | پیش از تاریخ                           |       |